# Effluxpumpe
Effluxpumpe ist ein veralteter Name für Membran-ATPasen und Membrantransporter (Carrier), die Moleküle aus der Zelle hinaus befördern. Diese Proteine kommen in allen Lebewesen vor. In der Literatur wird beschrieben, dass bis zu 18 % aller Transporter in einer bakteriellen Zelle Effluxpumpen sind. Sie schleusen eine Vielzahl strukturell unverwandter Substrate aus der Zelle heraus, weswegen sie einen unspezifischen Resistenzmechanismus darstellen. Sie sind unter anderem für die Antibiotikaresistenz von Bakterien und die Resistenz von Pilzen gegen Antimykotika verantwortlich.
Effluxpumpen können in fünf große Familien unterteilt werden: die Small Multidrug Resistance (SMR) – Familie, die Resistance Nodulation-Cell Division (RND) – Familie, die ATP-Binding Cassette (ABC) – Familie, die Multidrug and Toxic Compound Extrusion (MATE) – Familie und die Major Facilitator Superfamilie (MFS).